# 北谷町 (川崎市)
北谷町（きたやちょう）は、神奈川県川崎市中原区の地名。丁目のない単独行政地名。住居表示未実施区域。

## 地理
南武線と南武沿線道路の間に位置し、北・東は上平間、南は田尻町、西は市ノ坪と接する。

## 歴史
1936年（昭和11年）1月 耕地整理により田尻町とともに上平間から起立した。
地名の由来は起立前の上平間字北村の北の字をとったと思われる。

## 世帯数と人口
2025年（令和7年）6月30日現在（川崎市発表）の世帯数と人口は以下の通りである。
| 町丁   | 世帯数    | 人口    |
| ------ | --------- | ------- |
| 北谷町 | 1,320世帯 | 2,336人 |

### 人口の変遷
国勢調査による人口の推移。
| 年                 | 人口  |
| ------------------ | ----- |
| 1995年（平成7年）  | 1,619 |
| 2000年（平成12年） | 1,509 |
| 2005年（平成17年） | 2,332 |
| 2010年（平成22年） | 2,420 |
| 2015年（平成27年） | 2,493 |
| 2020年（令和2年）  | 2,406 |

### 世帯数の変遷
国勢調査による世帯数の推移。
| 年                 | 世帯数 |
| ------------------ | ------ |
| 1995年（平成7年）  | 787    |
| 2000年（平成12年） | 679    |
| 2005年（平成17年） | 1,028  |
| 2010年（平成22年） | 1,127  |
| 2015年（平成27年） | 1,257  |
| 2020年（令和2年）  | 1,258  |

## 学区
市立小・中学校に通う場合、学区は以下の通りとなる（2022年3月時点）。
| 番・番地等 | 小学校             | 中学校             |
| ---------- | ------------------ | ------------------ |
| 全域       | 川崎市立玉川小学校 | 川崎市立玉川中学校 |

## 事業所
2021年（令和3年）現在の経済センサス調査による事業所数と従業員数は以下の通りである。
| 町丁   | 事業所数 | 従業員数 |
| ------ | -------- | -------- |
| 北谷町 | 92事業所 | 617人    |

### 事業者数の変遷
経済センサスによる事業所数の推移。
| 年                 | 事業者数 |
| ------------------ | -------- |
| 2016年（平成28年） | 88       |
| 2021年（令和3年）  | 92       |

### 従業員数の変遷
経済センサスによる従業員数の推移。
| 年                 | 従業員数 |
| ------------------ | -------- |
| 2016年（平成28年） | 561      |
| 2021年（令和3年）  | 617      |

## 交通

### 鉄道
当地に駅はないがJR南武線の平間駅が隣の田尻町にある。

### 道路
当地の西端を南武沿線道路、南端を東京都道・神奈川県道111号大田神奈川線（ガス橋通り）が通過している。

### バス
川崎市バスが、小杉駅前、川崎駅ラゾーナ広場、元住吉・井田病院方面などへのバスを運行している。

## 施設
- 川崎市立玉川小学校

## その他

### 日本郵便
- 郵便番号 : 211-0015[4]（集配局 : 中原郵便局[17]）

### 警察
町内の警察の管轄区域は以下の通りである。
| 番・番地等 | 警察署     | 交番・駐在所 |
| ---------- | ---------- | ------------ |
| 全域       | 中原警察署 | 中丸子交番   |